# Haguri körzet
Haguri (葉栗郡, Haguri gun) Aicsi prefektúra egyik körzete volt Japánban.
2003-ban, a körzet népessége 31 684 fő, népsűrűsége 3331,65 fő per km² volt. Teljes területe 9,51 km² volt.
2005. március 31-én a körzet egyetlen városa Kiszogava, de 2005. április 1-jén Kiszogava Biszaival együtt beleolvadt Icsinomija városba. Ennek eredményeképp a Haguri körzet megszűnt.